# Pfaffenzell (Affing)
Pfaffenzell ist ein Gemeindeteil der Gemeinde Affing im Landkreis Aichach-Friedberg, der zum Wittelsbacher Land im Regierungsbezirk Schwaben in Bayern gehört.

## Geographie
Die Einöde Pfaffenzell liegt an der Verbindungsstraße Frechholzhausen–Edenried und Frechholzhausen–Zahling, die sich in Pfaffenzell gabelt.

## Geschichte
Pfaffenzell hat ca. 15 Einwohner und besteht aus zwei Bauernhöfen. Der Ort war nachweislich seit 1317 im Besitz des Domstifts Augsburg. Die Gerichtsbarkeit über den Einzelhof übten die Rehlinger aus, später dann die Hofmarksinhaber in Obergriesbach. Die Kapelle St. Stephanus ist schon im 18. Jahrhundert abgerissen worden.

## Sehenswürdigkeiten

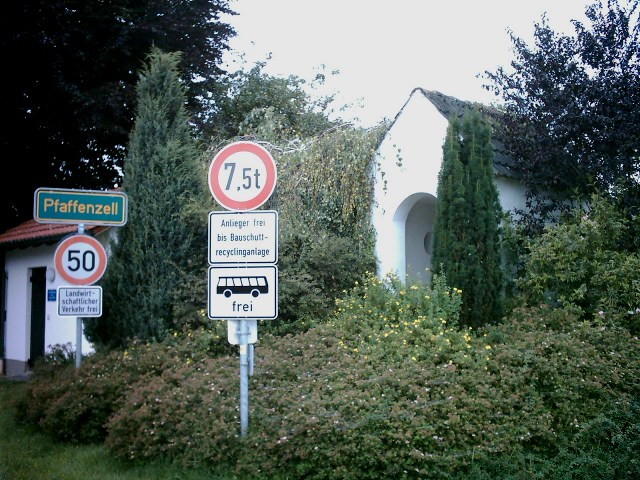
Wegkapelle Pfaffenzell

- Wegkapelle, erbaut 1872